# El Porvenir (Atlántida)
El Porvenir est une municipalité du Honduras, située dans le département d'Atlántida.
Les villages d'El Pino et La Unión sont situés dans la municipalité d'El Porvenir.

## Crédit d'auteurs
- (en) Cet article est partiellement ou en totalité issu de l’article de Wikipédia en anglais intitulé « El Porvenir, Atlántida » (voir la liste des auteurs).